# Chip Gubera
Chip Gubera és un director de cinema i productor estatunidenc. També imparteix classes de tecnologia de mitjans digitals a la Universitat de Missouri en el Programa de TI.

## Vida personal
Chip Gubera viu actualment a Columbia (Missouri), on ensenya tecnologia de mitjans digitals al programa Tecnologia de la informació a la Universitat de Missouri. També treballa freelance com a artista d'efectes visuals/gràfics en moviment i compositor de música.

## Cinema
En els darrers 10 anys, Chip Gubera ha dirigit i/o produït cinc llargmetratges i més de 30 curtmetratges, 17 dels quals han estat acceptats en festivals de cinema d'arreu del món. Vuit d'aquestes pel·lícules han guanyat premis en festivals d'arreu del món i tres han tingut distribució. Un curtmetratge titulat Song of the Dead es va estrenar l'any 2004 al Blood Drive de la revista Fangoria organitzat per Rob Zombie. Del curt va sortir el llargmetratge zombi-musical també titulat Song of the Dead. Song of the Dead, el primer llargmetratge de Gubera protagonitzat per Reggie Bannister (sèrie Phantasm i Bubba Ho-Tep), actualment s'ha projectat en diversos festivals nacionals i internacionals i ha guanyat premis als EUA, Espanya i Argentina, Va guanyar el Premi del Públic al Buenos Aires Rojo Sangre de 2006.
Gubera va dirigir dos llargmetratges amb la University of Missouri protagonitzats pel lluitador emmascarat mexicà Mil Máscaras. La pel·lícula es titulava Academy of Doom. Va substituir Jeff Burr com a director de Mil Mascaras vs. the Aztec Mummy el 2008. Ambdues pel·lícules es van projectar a festivals d'arreu del món. L'estiu del 2009, tant Song of the Dead com Mil Mascaras Vs. The Aztec Mummy va trobar una estrena limitada als Estats Units. El 2010 Mil Mascaras Vs. The Aztec Mummy es va projectar a un públic entusiasta al Fantasia Film Festival.
Gubera va guanyar els millors efectes visuals al St. Louis Filmmaker's Showcase 2010 per a un curtmetratge anomenat A Christmas Prayer. La pel·lícula barrejava acció en directe amb decorats animats.
El 2011, la ciutat natal de Gubera, Joplin (Missouri), va ser destruïda per un tornado massiu. Va documentar l'esdeveniment amb un llargmetratge documental anomenat Joplin, Missouri - A Tornado Story. La pel·lícula va ser narrada pel presentador de ràdio Coast to Coast AM George Noory. La pel·lícula va obtenir una sèrie d'honors, com ara guanyar al millor documental al St. Louis Filmmaker's Showcase de 2012 i ser nominada als Mid-America Emmy]
L'estiu del 2014, Gubera va produir i dirigir el llargmetratge de terror Slasher.com protagonitzada per R.A. Mihailoff, Jewel Shepard, Delious Kennedy del grup R&B All-4-One, Ben Kaplan i Morgan Carter.